# Mathilde Domecq
Mathilde Domecq est une auteure de bande dessinée née en 1982 à Marseille (Bouches-du-Rhône, France). Elle est notamment la créatrice de la série Basile et Melba.

## Biographie
Après des études en arts appliqués au lycée Marie-Curie, elle obtient en 2005 un diplôme en illustration à l'école des arts décoratifs de Strasbourg. 
Elle fait ses débuts dans la bande dessinée en 2004 avec Mission Saturne avec Herlé au scénario dans Pif Gadget, Poï-Poï et Tito dans Glop-Glop et Basile et Melba dans Tchô !. En 2012, elle crée Paola Crusoé revisitant le mythe de Robinson Crusoé.
En 2014, elle rejoint L'Atelier Mastodonte dans le journal de Spirou.
À partir de 2018, elle publie sur son compte Instagram Amour fantôme, une série de dessins racontant l'histoire d'un homme veuf avec, à l'encre invisible, l'évocation de personnages disparus. Cette création est remarquée pour sa tendresse et sa poésie.
En 2021, elle participe à l'album Faire face, coordonné par Wilfrid Lupano, racontant le quotidien des soignants du CHU de Bordeaux lors de la pandémie de Covid-19.

## Œuvre
Son œuvre est essentiellement destinée à la jeunesse.

### Albums
- Basile et Melba, Glénat

1. Printemps, 2008
2. Été, 2009
3. Automne, 2010

- Hansel et Gretel[5], scénario d'Hélène Beney, Bamboo Édition, 2011
- Poïpoï & Tito, Ils s’aiment, éditions Bang, 2011
- Paola Crusoé, Glénat

1. Naufragée, 2012
2. La distance, 2013
3. Jungle urbaine, 2015

- Shaker Monster, (scénario de Mr. Tan), Gallimard

1. Tous aux abris ! , 2016

- Sales mômes sales vieux, scénario de James, Fluide glacial, 2020

### Périodiques
Mathilde a fait les dessins, le scénario et la couleur de Zazou ne croit plus au père Noël, histoire parue dans le no 4051/4052 du journal Spirou.